# Zdeněk Trávníček
Zdeněk Trávníček (* 13. Mai 1968 in Karviná, Tschechoslowakei) ist ein ehemaliger tschechischer Eishockeyspieler und war in der Saison 2011/12 Cheftrainer des SC Riessersee aus der 2. Eishockey-Bundesliga.

## Karriere

### Als Spieler
Trávníček begann seine Karriere in der Saison 1985/86 beim tschechischen Zweitligisten SK Královo Pole und erzielte in seiner Debütsaison in 36 Spielen zwölf Scorerpunkte. Nach nur einer Saison bei SK Královo Pole wechselte er zu Dukla Jihlava in die tschechoslowakische 1. Liga. Dort kam er in zwei Jahren allerdings nur zu drei Einsätzen, ehe er zur Saison 1988/89 zum Ligakonkurrenten TJ Gottwaldov kam und dort zu 12 Einsätzen. Nach nur einer Saison wechselte er wieder zum SK Královo Pole und nach diesem kurzen Intermezzo ging es für Trávníček zur Saison 1991/92 nach Deutschland zum 1. EV Weiden in die drittklassige Oberliga. Dort erzielte der Verteidiger in nur 43 Spielen 57 Scorerpunkte, weshalb er zur Saison 1992/93 zum SV Bayreuth in die 2. Eishockey-Bundesliga wechselte. Dort konnte er in 44 Spielen immerhin 41 Punkte auf seinem Scorerkonto verbuchen und wechselte zur folgenden Saison 1993/94 zum erstklassigen EC Hedos München in die Eishockey-Bundesliga. Nach einer erfolgreichen Saison wurde Trávníček mit dem EC Hedos München zwar Meister, aufgrund der Verschuldung des Vereins wurde dieser zu den Maddogs München umgelagert. Hier verblieb Trávníček bis zum endgültigen Ende der Maddogs München im Dezember 1994. Nach der Insolvenz der Maddogs München wechselte Trávníček dann 1995 zu den SERC Wild Wings, um dort die Saison 1994/95 zu beenden. Trávníček blieb ein weiteres Jahr beim SERC Wild Wings und erzielte in der Deutschen Eishockey Liga in 50 Partien 26 Punkte, ehe er sich zur Saison 1996/97 den Krefeld Pinguinen anschloss. Dies war zugleich seine letzte Saison in der höchsten deutschen Spielklasse und wechselte zur Saison 1997/98 zum Heilbronner EC und blieb dort für fast zwei Spielzeiten, bevor er während der Saison 1998/99 zum Ligakonkurrenten Düsseldorfer EG, wo er insgesamt eineinhalb Spielzeiten absolvierte, bevor er zur Saison 2000/01 beim REV Bremerhaven anheuerte und zwar zwei starke Spielzeiten absolvierte, aber zur Saison 2002/03 zu den drittklassigen Dresdner Eislöwen in die Oberliga wechselte. Zur Saison 2004/05 wechselte er ein letztes Mal, diesmal zum viertklassigen Rostocker EC in die Regionalliga Ost, wo er noch während der Saison seine Karriere beendete.

### Als Trainer
Gleich in der folgenden Saison 2005/06 gab Trávníček sein Debüt hinter der Bande bei den viertklassigen Blue Lions Leipzig und wurde zudem im ersten Trainerjahr Vize-Meister in der Regionalliga. In der Saison 2006/07 belegte sein Team nach der regulären Spielzeit den 1. Platz und gewann auch das Playoff Finale, was die Blue Lions zum Aufstieg in die Oberliga berechtigte.
Die Blue Lions Leipzig nahmen von ihrem Aufstiegsrecht Gebrauch und starteten die Saison 2007/08 in der dritthöchsten Spielklasse. Nach zwei sehr erfolgreichen Spielzeiten unter Trávníček traten die Blue Lions Leipzig aufgrund finanzieller Schwierigkeiten aber zur Saison 2009/10 den Rückzug in die Eishockey-Regionalliga an. Die Blue Lions Leipzig, unter Führung von Trávníček, belegte nach der abgelaufenen Saison zwar Platz 1, befand sich aber wieder in finanziellen Schwierigkeiten, weshalb die Blue Lions Leipzig den Spielbetrieb einstellten und Trávníček zur neuen Saison einen neuen Arbeitgeber suchen musste. Diesen fand er im Dezember 2010 bei den Wölfen Freiburg, als er nach einer Niederlagenserie den Trainer Markus Berwanger ersetzte.

Im August 2011 wurde bekannt, dass Trávníček beim SC Riessersee das Traineramt von Marcus Bleicher übernahm, welcher wegen Unstimmigkeiten mit Geschäftsführer Ralph Bader den Verein verlassen hatte.
In der Saison 2013/14 übernahm Trávníček den Cheftrainer-Posten bei den WSV Sterzing Broncos in der italienischen Serie A. Dort wurde er im Januar 2014 beurlaubt.
Für die Saison 2023/24 übernahm er den Bayernligisten TEV Miesbach. Nach eineinhalb Jahren, in denen der Verein unter anderem das Halbfinale der Playoffs erreichte, wurde Trávníček am 15. Dezember 2024 aufgrund anhaltender sportlicher Misserfolge vom Verein freigestellt.

## Erfolge und Auszeichnungen
- 1994 Deutsche Meister mit dem EC Hedos München (als Spieler)
- 2000 Meister der 2. Bundesliga mit der Düsseldorfer EG (als Spieler)
- 2002 Meister der 2. Bundesliga mit dem REV Bremerhaven (als Spieler)
- 2007 Regionalliga-Meister mit den Blue Lions Leipzig (als Trainer)
- 2007 Aufstieg in die Oberliga mit den Blue Lions Leipzig (als Trainer)

## Karrierestatistik
(Legende zur Spielerstatistik: Sp oder GP = absolvierte Spiele; T oder G = erzielte Tore; V oder A = erzielte Assists; Pkt oder Pts = erzielte Scorerpunkte; SM oder PIM = erhaltene Strafminuten; +/− = Plus/Minus-Bilanz; PP = erzielte Überzahltore; SH = erzielte Unterzahltore; GW = erzielte Siegtore; 1 Play-downs/Relegation; Kursiv: Statistik nicht vollständig)

1 inklusive „Bundesliga“ (1994–1998) und „1. Liga“ (1998–1999)

2 inklusive „Eishockey Bundesliga“ (1958–1994)

### Trainerstationen
| Jahre     | Anzahl Saisons | Verein               | Liga      | Posten      | erreichte Playoffs          | erreichte Titel      |
| 2005–2010 | 5              | Blue Lions Leipzig   | RL und OL | Cheftrainer | 2× Finale, 1× Viertelfinale | Regionalliga Meister |
| 2011      | 1              | Wölfe Freiburg       | 2. BL     | Cheftrainer | keine                       | keine                |
| 2011–2012 | 1              | SC Riessersee        | 2. BL     | Cheftrainer | keine                       | keine                |
| 2013–2014 | 1              | WSV Sterzing Broncos | Serie A   | Cheftrainer | keine                       | keine                |